# Let It Be… Naked
«Let It Be… Naked» — альтернативный вариант альбома «Let It Be» 1970 года, созданный из оригинальных записей «The Beatles». Диск издан в ноябре 2003 года. В новом альбоме изменён трек-лист, а новые версии песен включают как исправление ошибок в цифровом виде, так и новые аранжировки некоторых песен. «Maggie Mae» и «Dig It» были заменены песней «Don’t Let Me Down». Бонус-диск «Fly on the Wall» содержит 20-минутную запись рабочих дублей и диалогов, записанных во время работы в студии. Автором идеи выступил Пол Маккартни; Джордж Харрисон успел выразить проекту своё одобрение.

## Об альбоме
Альбом представляет собой один из первоначальных вариантов альбома «Let It Be», которые не были реализованы из-за напряжённых отношений участников группы с менеджментом, а также из-за творческих разногласий двух лидеров Битлз, Пола Маккартни и Джона Леннона. Альбом представлен в форме, наиболее близкой к художественному видению Маккартни: вернуться к рок-н-ролльному звучанию их ранних лет, а не к оркестровым наложениям и украшениям, которые добавил Фил Спектор. Маккартни, в частности, был недоволен его микшированием песни «The Long and Winding Road». Это «раздетый» альбом с возвращением к живым дублям, который The Beatles изначально стремились создать, без вокальных и инструментальных наложений или дополнительных эффектов.
Позиция Маккартни контрастировала с позицией Леннона, высказанной в интервью журналу Rolling Stone в декабре 1970 года. Леннон защищал работу Спектора, говоря: «Ему дали самую дерьмовую кучу плохо записанного дерьма — и с паршивым чувством к нему. И он что-то из этого сделал… Когда я это услышал, меня не стошнило». Харрисон и Ринго Старр также хвалили вклад Спектора, Старр сказал: «Мне нравится то, что сделал Фил… Нет смысла нанимать его, если вам не понравится, как он работает». Впоследствии Старр изменил своё мнение, добавив, что он был очарован «тишиной треков» и сказал Полу по телефону: «Ты снова чертовски прав. Звучит здорово без Фила».
То, что вы сейчас слышите, — это звук, который мы вчетвером сделали в студии, но когда вышел альбом, звучание песен было изменено в студии, чтобы соответствовать элементу «саундтрека». Мы только что вернулись, убрали всё «лишнее», и теперь это звучит именно так, как было в комнате в то время — вы тут как тут». голые, их невозможно было замаскировать. Это было болезненно для нас, и я думаю, что это во многом способствовало разрыву. Были споры, были разногласия, но в то же время было много дружеских моментов. Это противоположность празднику, когда вы забываете о дожде и вспоминаете о своих замечательных моментах, с этим, я думаю, мы все просто вспомнили все плохие времена — особенно потому, что они были засняты на камеру.
Ходили разговоры о выпуске фильма «Пусть будет так» на DVD, и чем больше я думал об этом, тем больше понимал, что музыка, использованная в фильме, ничем не приукрашена; Фила Спектора нет. Не то чтобы я ненавидел то, что Фил Спектор сделал с музыкой в альбоме, просто мне это не нравилось. Когда я услышал песни в том виде, в котором они были в фильме, я подумал: «Вау, это почти страшно, это так голо», мне это очень понравилось. Это мы, без излишеств, без выдумок. Почему бы нам снова не выпустить альбом, но на этот раз «голым»? Просто это казалось таким очевидным.

Об альбоме Let It Be всегда будут кислые воспоминания. Моя самая любимая группа в мире распалась. Но что здорово и что является прекрасной памятью, так это музыка, которую мы создали. И вот, в неукрашенном виде, он именно такой, каким мы его сделали.Пол Маккартни, из пресс-релиза

## История создания

### Творческий замысел
Когда The Beatles впервые решили записать Let It Be в 1969 году, они намеревались записать альбом, который станет возвращением к живому исполнению. Никакие студийные эффекты или наложение голосов или инструментов не допускаются — только самое необходимое для группы. Let It Be развился из первоначального плана по созданию телевизионного шоу, в котором группа исполняла бы треки из недавнего «Белого альбома». Эта идея изменилась по трем причинам. Во-первых, отказавшись от более легкого пути, они решили разучить совершенно новую партию песен для телевизионного концерта. Второй новаторский подход был добавлен, когда было решено снимать репетиции на видео; позволяя зрителям проследить развитие каждой песни от её первого чернового прогона до окончательной «отшлифованной» версии. В-третьих, поскольку кульминацией проекта стало возвращение к живому исполнению, никакие студийные эффекты или наложение голосов и инструментов не допускались ни при каких обстоятельствах.
Как обычно, Джордж Мартин должен был быть продюсером-супервайзером, но, как он помнит, Джон проинструктировал его, что не было нужно «никакой чепухи вашего производства!». Тем не менее, в процессе суматохи распада группы, альбом был перепродюсирован Филом Спектором перед его выпуском в 1970 году, в результате чего он утратил окрас сырого и неприукрашенного набора, который предполагали The Beatles. Именно из-за сеансов записи в Twickenham Film Studios весь проект Let It Be запомнился как несчастливый как в сознании самих The Beatles, так и всех, кто видел документальный фильм. С другой стороны, звуковая дорожка фильма, записанная в Apple (после того, как они решили вернуться в свою студию), показывает, насколько улучшилась атмосфера сессий. Вместе перекусывая, все четверо увлеченно болтают о живом выступлении в студии. «Я просто торжествую, когда захожу ночью», — говорит Джон остальным. «Да, здорово, правда?» — отвечает Джордж.
Исходные фонограммы процесса записи музыки к фильму представляют собой бесценную историческую запись тех дней из жизни The Beatles, в том числе, они действительно содержат некоторые откровенные дискуссии о будущем группы. На протяжении всех записей Пол настаивал на том, что группа может выжить, только усердно работая вместе, требовал порвать с затворническим творчеством и снова предстать перед публикой. Энтузиазм остальных «Битлз» по поводу запланированного концерта падал, но были и счастливые моменты, когда группа возвращалась к своим корням, играя классику рок-н-ролла и неизданные ранние композиции Леннона-Маккартни, такие как «Because I Know You Love Me So».

### Прекращение работы
Работа над альбомом «Get Back» была заброшена уже в марте 1969, когда возникла идея записать альбом «Abbey Road» — шедевр, ставший последним творением группы. Ленты сессий «Get Back», которые уже не несли никакой пользы, хранились в архиве, но в 1971 году, сотрудник Apple, работавший в студии на Сэвил-Роу, украл 140 часов аудио, в результате чего для окончательной версии фильма «Пусть будет так» осталась только моноверсия, что навредило реалистичности фильма. Спустя десятилетия фильм был, по существу, похоронен. После своего распада и многолетних финансовых и юридических баталий «Битлз» редко соглашались в чём-либо, но они считали, что фильм слишком мрачный и эмоционально болезненный, чтобы пересматривать его.
Украденные кассеты содержали часы записи звука, когда камеры не работали, а это означало, что потенциально можно было обнаружить ещё больше доказательств ещё существовавшей дружбы битлов. «В конце концов они подключили Интерпол, — говорит Питер Джексон, режиссёр документального фильма „The Beatles: Get Back“, — начале 2000-х они провели спецоперацию в Амстердаме и изъяли все ленты, кроме 40. Там было около 560 четвертьдюймовых лент. Ещё 40 пропали без вести, но нам удалось найти часть этого звука из других источников».

### Возвращение лент

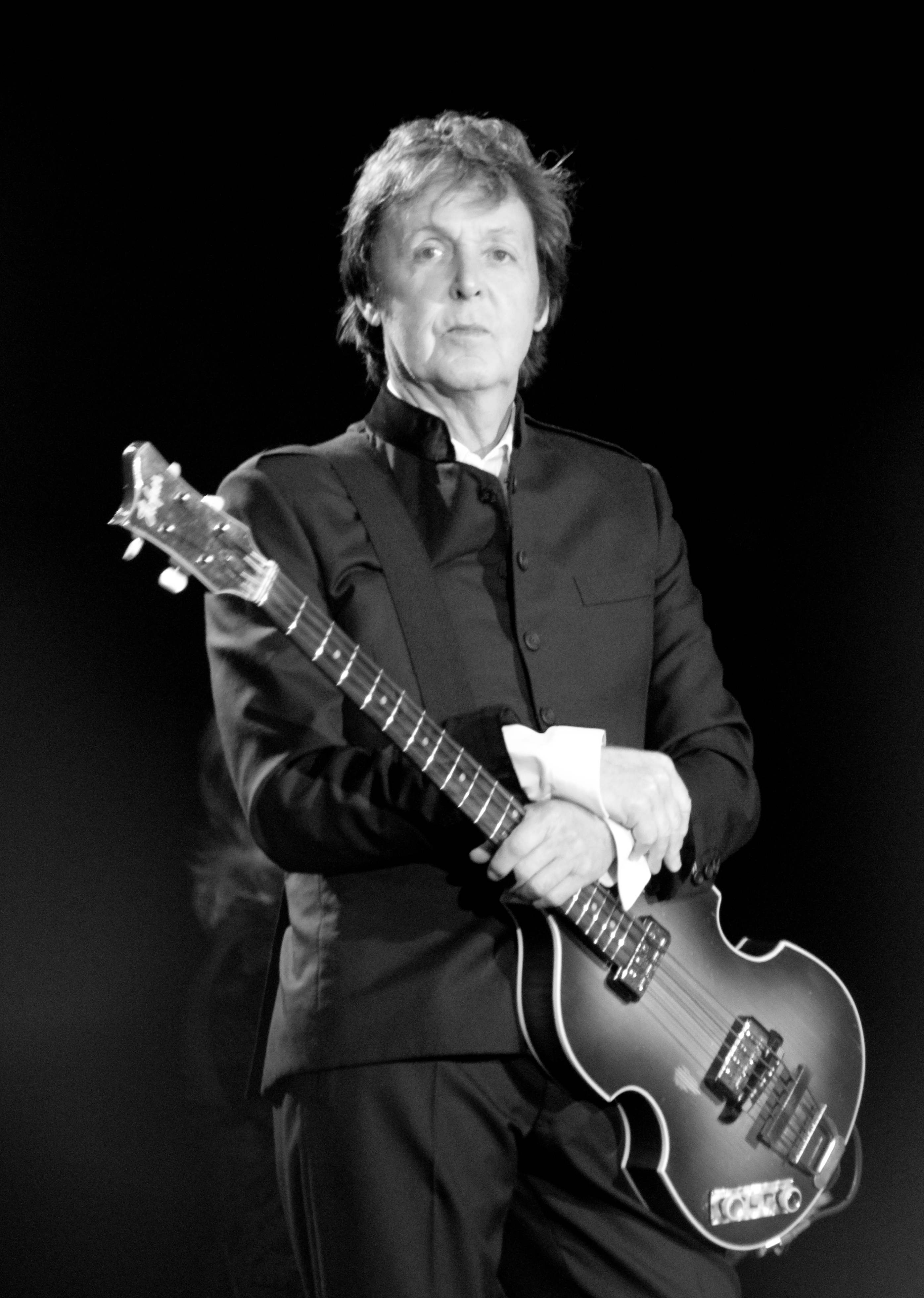
Пол Маккартни

В январе 2003 года были одновременно арестованы несколько человек (в Лондоне, Сиднее и близ Амстердама), пытавшихся продать невыпущенные записи Get Back. Этот инцидент сделал возможным перевыпуск альбома с новым микшированием песен из проекта «Get Back» (и создание фильма «The Beatles: Get Back»), поэтому Маккартни нанял звукоинженеров с Abbey Road и переиздал альбом так, как это планировалось сделать изначально, во время записи материала.
Это группа, это мы. Никаких излишеств, никаких выдумок, это мы. Что вы видите - то и есть, и теперь в первозданном виде, вот оно точно такое, как мы его сделали, так что это своего рода сияющая слава тех событий, которые произошли тогда. Это музыка. Одна из вещей, которая пришла мне в голову, когда я слушал это, заключается в том, что, взглянув на старые бумаги Уинстона Черчилля, вы сочтёте, что те потускнели и стали изломаннее, а материал Битлз стал ярче и свежей благодаря новым технологиям. В новом миксе вы внезапно оказываетесь в более чётко очерченной комнате с парнями, и там я сам, и Джон прямо напротив меня, понимаете, и я думаю, что именно это помогает оживить его. Это почти страшно, знаете ли. Вы сейчас прямо там. Если бы мы обладали сегодняшними технологиями в ту пору, то это звучало бы так, потому что таким был тот шум, который мы создавали в студии. Это не значит, что мы сейчас подключили всё, все гитары к цифровым усилителям. Они по-прежнему проходят через все те приятные теплые усилители, что и в комнате, но с современными технологиями вы можете, например, избавиться от шипения, и я не думаю, что это плохо, потому что шипения не было, когда мы играли. И мы не сидели рядом, играя со звуком “Фзззт!” (en:Mains hum). Так что это просто более верно для нас в комнате, и я думаю, что это очень хорошо.Пол Маккартни

Хотя давняя неудовлетворенность Маккартни оригинальным релизом послужила толчком для пересведения материала, ни Пол, ни другой выживший битл Ринго Старр в этом не участвовали. Команда студии подошла к проекту так, как если бы это был совершенно новый альбом — «не было ссылки на старый альбом, потому что в этом не было смысла», — объяснил сопродюсер Алан Роуз, а его партнер Пол Хикс добавил, что целью было просто «сделать так, чтобы это звучало как можно лучше и сырее».
Пятьсот записей Beatles “Let it Be”, пропавшие более 30 лет назад, были захвачены вчера полицией по борьбе с музыкальным пиратством.
Ленты сессий Get Back, которые создали такие напряженные отношения между четырьмя участниками, были украдены. Эти ленты – это оригинальные версии записи, и могут содержать материал, который никогда ранее не выпускался, - сказали в полиции города Лондон. По подозрению в воровстве и сбыте краденного были арестованы два человека в Лондоне и четыре к западу от Амстердама. Аресты последовали за расследованиями, проведенными музыкальной промышленностью, Международной Федерацией Фонографической Индустрии и полицией. украденных дисков, захваченных в операции, были незаконно изготовлены в Таиланде.
Премьер-министру Таиланда Таксину Шинаватре, сказали на встрече в Бангкоке с торговым секретарем Патрисией Хьюитт, что 50% всех украденных дисков, захваченных в операции, были незаконно изготовлены в Таиланде.Guardian, 11 января 2003
Австралийская полиция в ходе спецоперации изъяла у преступников записанные на магнитофонных катушках уникальные записи The Beatles, которые, как предполагается, были украдены из легендарной студии Abbey Road более 30 лет назад. Раритеты были обнаружены в ходе совместного полицейского рейда детективов и сотрудников отдела по борьбе с музыкальным пиратством в один из домов на западе Сиднея. По сообщениям полиции, конфискованы записи известных альбомов битлов «Abbey Road» и «The Beatles» (последний более известен как Белый альбом), а также иллюстрации и сопроводительные материалы к альбомам. В доме был арестован 27-летний человек, которого позже освободили без предъявления обвинения. Как считает следствие, записи на катушках были похищены из студии Abbey Road в 1969 году. Предварительная экспертиза магнитофонных лент показала, что они были сделаны при помощи оборудования звукозаписывающей студии, также допускается, что это профессионально сделанные с оригинала копии. По словам полиции, находка была сделана в рамках проводимой в Великобритании операции «Ацетон». Пока неясно, как украденные ленты попали в Австралию, сообщает Ananova.comNewsru.com, 14 февраля 2003
Позднее новостной сайт Cinemablend.com сообщил, что арестованному музыкальному пирату-шизофренику Найджелу Оливеру было приказано пройти два года психиатрического наблюдения вместо четырёх лет тюремного заключения за его попытку продать более 80 коробок украденных памятных вещей The Beatles.
Помимо студийных записей ливерпульской четверки, которые были скопированы с монокассет Nagra, содержавших репетиции группы в январе 1969 года, среди конфискованных вещей был паспорт покойного Джорджа Харрисона. К предметам прилагались инструкции о том, как продавать украденное.
Поскольку в последние годы Apple выпустила больше архивных материалов, историческая перспектива эпохи Let It Be изменилась. Марк Льюисон, выдающийся знаток «Битлз», провел месяц, слушая почти 98 часов студийных записей «Битлз», сделанных в январе 1969 года, и, как и Джексон, был поражен тем, что он обнаружил, заявив: «Это полностью изменило мой взгляд на музыку, и на то, каким был этот месяц». Джексон говорит, что это далеко не период распада, «эти три недели — самый продуктивный и конструктивный период во всей карьере Битлз» и удивляется, что «Битлз сделали это». Треки, которые вы слышите на «Let It Be», были записаны в течение этого трехнедельного периода. Группа также отрепетировала три четверти альбома «Abbey Road», около половины альбома Харрисона «All Things Must Pass», 6 песен, которые позже появятся в сольных альбомах Маккартни, и 2 песни, которые появятся в альбоме Леннона «Imagine».

## Различия c «Let It Be»
В новом альбоме изменён порядок песен так, как это планировалось в отменённом альбоме «Get Back», в результате чего альбом приобрёл цельность, которой не было у «Let It Be». Полу Маккартни не нравилась аранжировка песни «The Long and Winding Road», куда помимо его желания были добавлены оркестр и хор, поэтому в ремикс вошла изначальная версия песни. Народная песня «Maggie Mae» и композиция «Dig It» были заменены песней «Don’t Let Me Down».
Критику вызвал тот факт, что из песен были вырезаны диалоги битлов. Однако бонус-диск «Fly on the Wall» содержит 20-минутную запись, состоящую из рабочих дублей и диалогов, записанных во время работы в студии. Кроме того, некоторые диалоги, вышедшие в оригинальном альбоме, присутствуют здесь в более полном варианте.
Подробности микширования
| №  | Трек                        | Изменения |
| -- | --------------------------- | --- |
| 1  | «Get Back»                  | В основе лежит версия песни, записанная 27 января 1969 года, использованная для сингла и альбома; убрана кода, записанная 28 января и диалог из студии и с концерта, добавленный в оригинальный версии альбома. |
| 2  | «Dig a Pony»                | Ремикс, записанный 30 января 1969 года в концерте; диалоги и фальстарт были убраны; ошибка во второй строчке (because — вокал Леннона) в цифровом виде исправлена.                                              |
| 3  | «For You Blue»              | Ремикс, записанный 25 января 1969 года, использован в альбоме, перезаписанный вокала Харрисона от 8 января 1970 года; убраны диалоги.                                                                           |
| 4  | «The Long and Winding Road» | Ремикс финальной версии, записанный 31 января 1969 года, вместо записи 26 января. Ранее не издавалась. |
| 5  | «Two of Us»                 | Ремикс, записанный 31 января 1969 года, использован в альбоме; убраны диалоги; незначительная ошибка в исполнении акустической гитары Леннона в цифровом виде исправлена.                                       |
| 6  | «I’ve Got a Feeling»        | Соединены в одну две версии с записи концерта. |
| 7  | «One After 909»             | Ремикс записанных в концерте; импровизированное заключение «Danny Boy» было убрано. |
| 8  | «Don’t Let Me Down»         | Соединены две версии с записи концерта. Ранее не издавалась. |
| 9  | «I Me Mine»                 | Ремикс, немного редактированный Спектором, записанный 3 января 1970 года. Гитары и части органа были совмещены, чтобы разнообразить повтор в тексте песни.                                                      |
| 10 | «Across the Universe»       | Ремикс оригинальной версии, записанной 4 февраля 1968 года; убраны фортепиано, маракасы, сварамандал и бэк-вокал; добавлено эхо в конце.                                                                        |
| 11 | «Let It Be»                 | Ремикс дубля 27A, записанного 31 января 1969 года и использованного для сингла и альбома; гитарное соло Харрисона скопировано из дубля 27B.                                                                     |

## Отзывы критиков
В своей первоначальной форме Let It Be знаменовал собой конец эпохи, закрыв книгу о Битлз, а также в прямом и переносном смысле отмечая конец 60-х. Релиз 1970 года стал результатом полных трений сессий, которые группа намеревалась превратить в органичное возвращение к своим корням. Вместо этого бесконечные часы записи в конечном итоге были переданы Филу Спектору, поскольку ни быстро распадающиеся «Битлз», ни их давний продюсер Джордж Мартин не хотели просеивать объемные результаты. Let It Be... Naked устанавливает рекорд, возвращаясь к спорным сессиям, убирая оркестровку Спектора, перерабатывая порядок исполнения и отказываясь от всех импровизированных студийных подшучиваний. В этой версии альбома убраны треки-наполнители ("Dig It", "Maggie Mae") и добавлена сочная би-сайд "Don't Let Me Down". Наиболее очевидная переработка касается песен, над которыми активно работал Спектор. Удаление оркестровки из "The Long and Winding Road" и "Across the Universe" придает вокалу Пола Маккартни значительно больший резонанс в первом, делая то же самое для голоса и гитары Джона Леннона во втором. Этот альтернативный взгляд на Let It Be усиливает мощь альбома, восстанавливая сырое, неприукрашенное качество, которое с самого начала должно было стать его визитной карточкой.Rovi Staff, allmusic.com
Сэр Пол Маккартни просто не мог этого допустить. Спустя тридцать четыре года после выпуска альбома Let It Be, посвященного распаду The Beatles, он решил все исправить. Маккартни, один из двух выживших участников легендарного британского поп-квартета, очистил его от «недостойных» треков и украшений продюсера Фила Спектора. Блестящий новый результат, лишенный излишеств Спектора и переработанный в цифровом виде — где же, как не на Эбби-Роуд, — называется, без лишних слов, Let It Be... Naked. «Он размешан и перемикширован, без дубляжа оркестровки, хоров и эффектов, а затем очищен до исходного состояния, чтобы показать The Beatles как то, в чем они были самыми лучшими — просто отличная группа», — говорится в пресс-релизе от EMI, который выпустит Naked в ноябре. «Это шум, который мы произвели в студии», — сказал Маккартни. — Точно так же, как в комнате. Вы правы. Если бы у нас тогда были современные технологии, это звучало бы так». Let It Be был записан в 1969 году, когда пути ливерпульской четверки разошлись. Маккартни не был доволен многослойным подходом Спектора к созданию альбома, основанным на стене звука, который был его идеей. Маккартни, который обдумывал «восстановление» Let It Be с тех пор, как Леннон был застрелен в 1980 году, работал над урезанной версией год. Проект, получивший одобрение коллеги-битла Джорджа Харрисона, умершего от рака в 2001 году, стал возможен потому, что в январе в Нидерландах были найдены пропавшие студийные записи. Let It Be... Naked сохраняет оригинальный трек-лист, включая Let it be, The Long and Winding Road и Get Back и Across the Universe. Но исчезли фоновый диалог и треки Dig it и Maggie Mae. Добавлен новый трек Don’t Let Me Down. Пакет, который также включает в себя 20-минутный бонусный диск с материалом, взятым с репетиций, будет доступен в магазинах в ноябре. Поклонники Леннона, в том числе его жена Йоко Оно, были возмущены затеей Маккартни, но она не оспаривала выпуск новой записи. Другие приветствовали их. «Когда я впервые услышал это, это было действительно воодушевляюще», — сказал Ринго Старр, другой выживший битл, недавно журналу Rolling Stone, добавив, что он был очарован «тишиной треков». «Это снова вернуло вас во времена, когда мы были группой, группой Битлз». «Пол всегда был категорически против Фила», — добавил он. «Недавно я сказал ему по телефону: «Ты снова чертовски прав. Звучит здорово без Фила». Опытный британский продюсер Глин Джонс, который работал над оригинальными сессиями, возможно, получил, наконец, преимущество от давнего спора. «Моя версия [песни] Get back была довольно быстро выпущена как сингл», — сказал он журналу Rolling Stone. «И моя версия [песни] Let it be также была выпущена до того, как Фила Спектора вырвало на нее».Blind Melon, rediff.com
«Let It Be… Naked» — это новая интерпретация этих записей 34-летней давности с использованием современных слуховых тенденций. Звук сухой, в отличие от интенсивного использования Спектором эха; стереоспектр сбалансирован, в отличие от распространенного тогда разделения инструментов на левый и правый каналы; и интервал между треками варьируется в зависимости от «ощущения», в отличие от стандартных трехсекундных промежутков. В то время как эти корректировки едва повлияют на слушателя, другие аспекты поразят слух тех, кто знаком с оригинальным альбомом, гораздо сильнее. В первый раз, когда вы услышите эту новую версию, вы будете поражены отсутствием струнных и хорала Спектора в «The Long and Winding Road» Маккартни, «Across the Universe» Леннона и «I Me Mine» Харрисона; вы наверняка заметите исчезновение духовой аранжировки Джорджа Мартина в «Let It Be», а также замену наложенного Харрисоном гитарного соло из версии Спектора оригинальным соло, записанным в студии; вы будете сбиты с толку тем, что метка на «Get Back» Пола была удалена, потому что она изначально была привязана к исполнению; и вы заметите, что несколько песен, в том числе «The Long and Winding Road» и «Two of Us», совершенно разные: первая, потому что это совершенно другой дубль, а вторая, потому что она объединяет два дубля из легендарного выступления на крыше. Альбом начинается с движущей, определяющей тему «Get Back» (которая завершает прежний LP); «Two of Us» и «I’ve Got a Feeling» с их обезоруживающей вокальной игрой Леннона-Маккартни помещены рядом в центре; добавлена волнующая песня Леннона «Don’t Let Me Down», записанная во время сессий, но отсутствующая в оригинальном альбоме; и всё выстраивается к большому финалу с «Across the Universe» и «Let It Be». Naked — это результат бесчисленных решений — решений, которые продюсеры принимают во время каждого проекта. Принимали ли Роуз, Хикс и третий партнер Гай Мэсси лучшие решения в 2002 году, чем Спектор в 1970-м? Должен ли был проект быть предпринят в первую очередь? Это фундаментальные вопросы, на которые каждый рецензент этого альбома был вынужден ответить, поэтому я тоже попробую: да и да. Восприятие музыки может быть в значительной степени субъективным, но вряд ли можно оспорить тот факт, что Naked обладает большей энергией и предлагает большую ясность, чем оригинальный LP. Самыми значительными улучшениями являются «I’ve Got a Feeling», которая потрескивает от спонтанной энергии, и «Across the Universe», в которой отчетливо видна необыкновенная жалобность вокала и гитары Леннона. В целом, новая версия «Let It Be» красиво звучит и достоверно передает ощущение группы в комнате — этой группы в комнате — точно соблюдая первоначальную концепцию Маккартни. Единственной серьезной ошибкой является название, которое непреднамеренно саботирует действительность предприятия; возможно, они должны были назвать это Just Let It Be. В любом случае, это Let It Be, которую я буду слушать с этого момента.Bud Scoppa, pastemagazine.com

## Список композиций
Все песни написаны Джоном Ленноном и Полом Маккартни, за исключением отмеченных.
1. «Get Back»
2. «Dig a Pony»
3. «For You Blue» (Джордж Харрисон)
4. «The Long and Winding Road»
5. «Two of Us»
6. «I've Got a Feeling»
7. «One After 909»
8. «Don’t Let Me Down»
9. «I Me Mine» (Джордж Харрисон)
10. «Across the Universe»
11. «Let It Be»

 Fly on the Wall 
Бонусный диск содержит студийные репетиции и диалоги, записанные во время сессии альбома Get Back (позже Let It Be).
- «Sun King» — 0:12-0:31
- «Don’t Let Me Down» — 0:32-1:05
- «One After 909» — 1:30-1:38
- «Because I Know You Love Me So» — 2:42-4:15
- «Don't Pass Me By» (Старр) — 5:03-5:06
- «Taking a Trip to Carolina» (Старр) — 5:32-5:52
- «John’s Piano Piece» (Леннон) — 5:53-6:13
- «Child of Nature» (Леннон) — 6:29-6:53
- «Back in the U.S.S.R.» — 6:54-7:06
- «Every Little Thing» — 7:20-7:30
- «Don’t Let Me Down» — 7:31-7:51/8:00-8:31
- «All Things Must Pass» (Харрисон) — 9:00-9:38
- «John’s Jam» — 10:07-10:26
- «She Came In Through the Bathroom Window» — 10:58-11:03
- «Paul’s Bass Jam» — 11:16-11:30
- «Paul’s Piano Piece» (Маккартни) — 12:59-13:59
- «Get Back» — 16:01-16:15
- «Two of Us» — 17:03-17:24
- «Maggie Mae» (народная, Леннон-Маккартни-Харрисон-Старр) — 17:25-17:47
- «Fancy My Chances with You» — 17:48-18:15
- «Can You Dig It?» (Леннон-Маккартни-Харрисон-Старр) — 18:39-19:10
- «Get Back» — 19:35-20:08

## Участники записи
- Джордж Харрисон — гитара, вокал, ситар, тамбура
- Джон Леннон — гитара, вокал, бас-гитара, гавайская гитара
- Пол Маккартни — вокал, бас-гитара, акустическая гитара, пианино, орган, электрическое пианино
- Ринго Старр — ударная установка

приглашённые музыканты
- Билли Престон — орган, электрическое пианино
- Джордж Мартин — орган, ударные